# El Rancho Vegas
El Rancho Vegas – pierwszy w historii hotel i kasyno, powstały przy bulwarze Las Vegas Strip. Obiekt został doszczętnie zniszczony w 1960 roku, w wyniku wybuchu pożaru. W 1982 roku kompleks Thunderbird został przemianowany na El Rancho Casino, co spowodowało wiele nieporozumień wynikających ze zbieżności nazw.
Do 1942 roku, a więc przez pierwszy rok działalności, El Rancho stanowił największy hotel w Las Vegas, licząc 110 pokoi.

## Historia
Thomas Hull otworzył El Rancho Vegas 3 kwietnia 1941 roku jako część swojej sieci hoteli El Rancho, obejmującej również obiekty w Sacramento oraz Bakersfield. El Rancho Vegas był pierwszym kompleksem rozrywkowym w historii, który powstał przy Las Vegas Strip. Budynek został zaprojektowany przez architekta Wayne’a McAllistera.
W grudniu 1944 roku William Wilkerson wydzierżawił El Rancho Vegas od ówczesnego właściciela Joe Drowna na sześć miesięcy za kwotę 50 tysięcy dolarów. Od tego czasu, obiekt przechodził wiele zmian własnościowych, aż do 1950 roku, kiedy to wszedł w większościowe posiadanie Beldona Katelmana.
W 1960 roku, w El Rancho wybuchł pożar, który doszczętnie zniszczył budynek. Mimo licznych planów odbudowy, projekt nigdy nie doczekał się realizacji. W 1970 roku miliarder Howard Hughes nabył 24-hektarowy obszar, na którym znajdował się El Rancho. W 1978 roku zniszczono ostatnie pozostałości po obiekcie.
Obecnie część terenu byłego El Rancho zajmuje Hilton Grand Vacation Club.